# Orłowo (województwo pomorskie)
Orłowo – wieś w Polsce, położona w województwie pomorskim, w powiecie nowodworskim, w gminie Nowy Dwór Gdański, na obszarze Żuław Wiślanych.
Wieś królewska położona była w II połowie XVI wieku w województwie malborskim. W latach 1975–1998 wieś położona była w województwie elbląskim.

## Zabytki
We wsi znajduje się gotycki kościół pw. św. Barbary z połowy XIV wieku, trzy domy podcieniowe z XIX wieku oraz cmentarz mennonicki. 7 października 2019 w wyniku pożaru spłonął dach świątyni.
Według rejestru zabytków NID na listę zabytków wpisane są:
- kościół filialny pw. św. Barbary, poł. XIV, nr rej.: A-244 z 29.09.1961
- dom podcieniowy, ul. Żuławska 66 (d. nr 31), drewn., 1802, nr rej.: A-186 z 17.06.1960
- dom podcieniowy (w PGR Orłowo I), drewn.-szach., 1802, nr rej.: A-245 z 30.09.1961
- drewniana stodoła, pocz. XIX, nr rej.: j.w.
- dom podcieniowy (w PGR Orłowo II), drewn.-szach., 1847, nr rej.: A-1096 z 13.09.1985

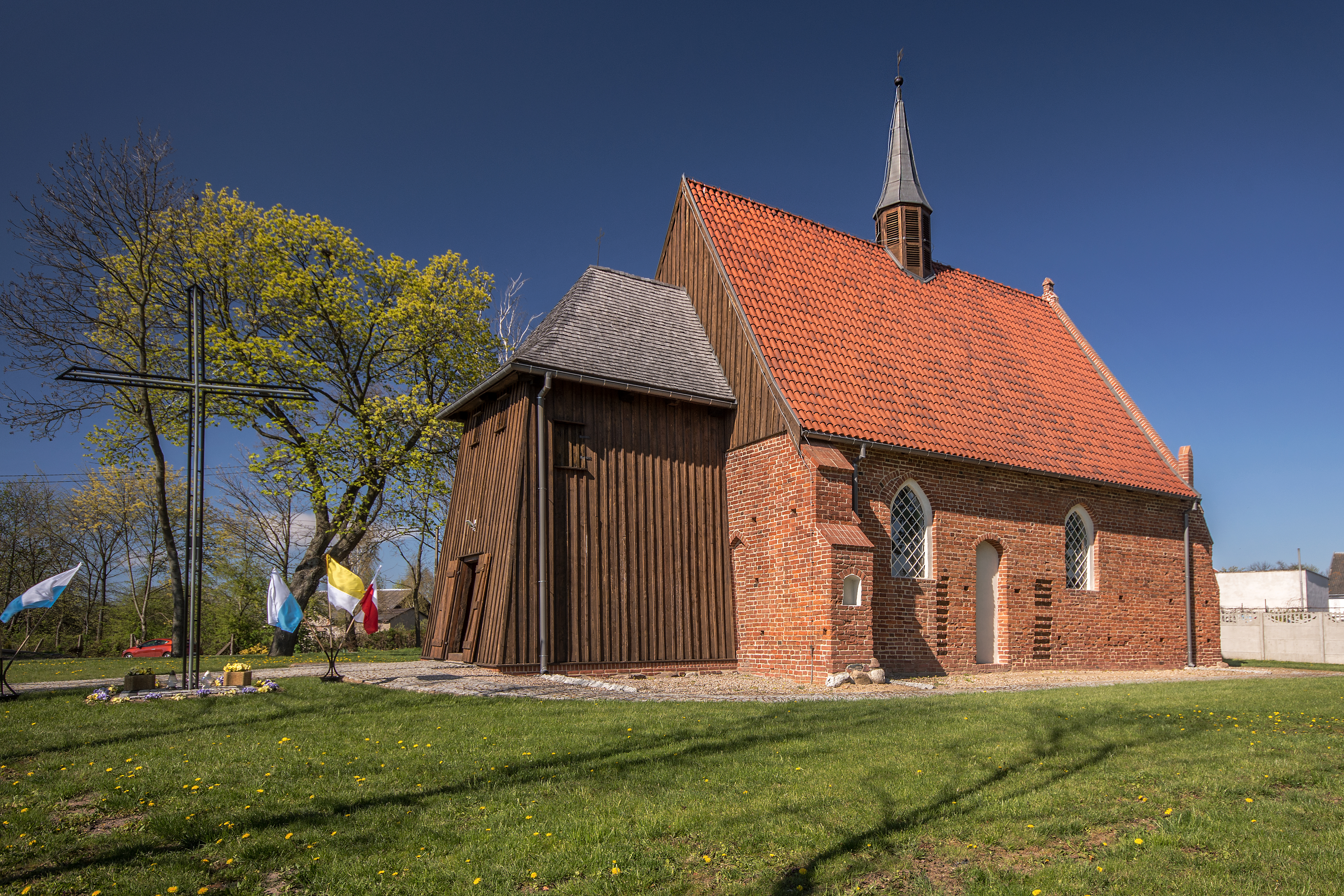
Kościół św. Barbary w Orłowie
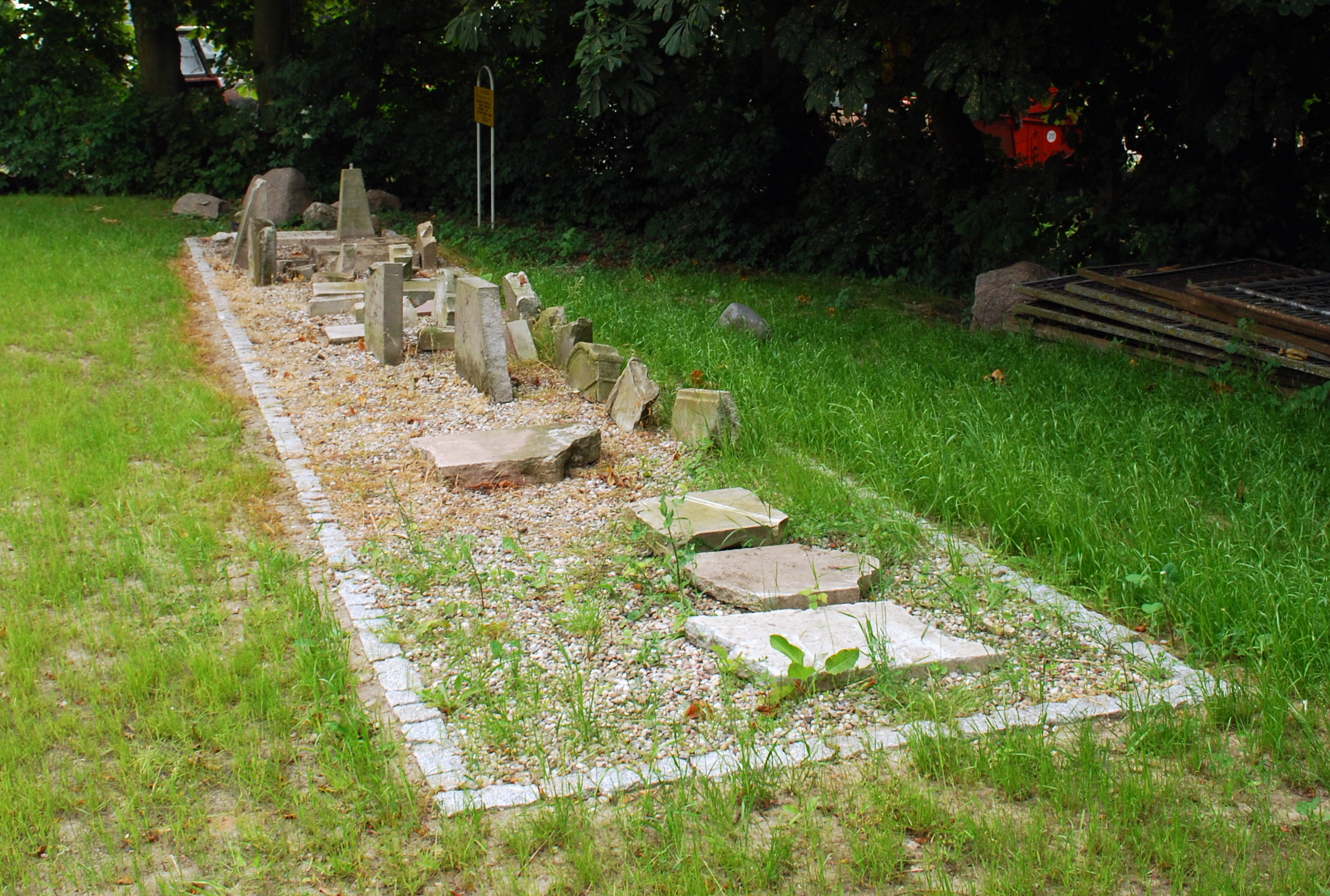
Cmentarz mennonicki w Orłowie